# Tanohata (Iwate)
Tanohata (jap. 田野畑村, -mura) ist eine Dorfgemeinde im Landkreis Shimohei im Osten der Präfektur Iwate in Japan.

## Geographie
Tanohata liegt am Pazifischen Ozean an der von Steilklippen geprägten nördlichen Sanriku-Küste. Die 200 m hohen Kitayama-Klippen (北山崎, Kitayama-zaki) auf 8 km Länge im Nordosten und die ebenso hohe Unosu-Abbruchkante (鵜ノ巣断崖, Unosu-dangai) im Südosten sind Teil des Sanriku-Fukkō-Nationalparks. Es gibt nur vereinzelt Sandstrände, die Besiedlung konzentriert sich auf eine Vielzahl von Weilern in den ausgedehnten Terrassen im Hinterland, sowie den Bergtälern, Flusstälern und -mündungen.

Tanohata liegt südlich von Fudai und nördlich von Iwaizumi.

## Geschichte
Die heutige Gemeinde Tanohata entstand bei Neuorganisation des Gemeindewesens am 1. April 1889 aus der Vereinigung des alten Tanohata mit den Dörfern Hamaiwazumi (浜岩泉村) im Süden davon und Numabukuro (沼袋村) im Westen tief in den Bergen, je im Landkreis Kitahei. Dieser Landkreis wurde am 29. März 1896 mit Nakahei und Higashihei zum Landkreis Shimohei zusammengeschlossen.

## Erdbeben- und Tsunamikatastrophen

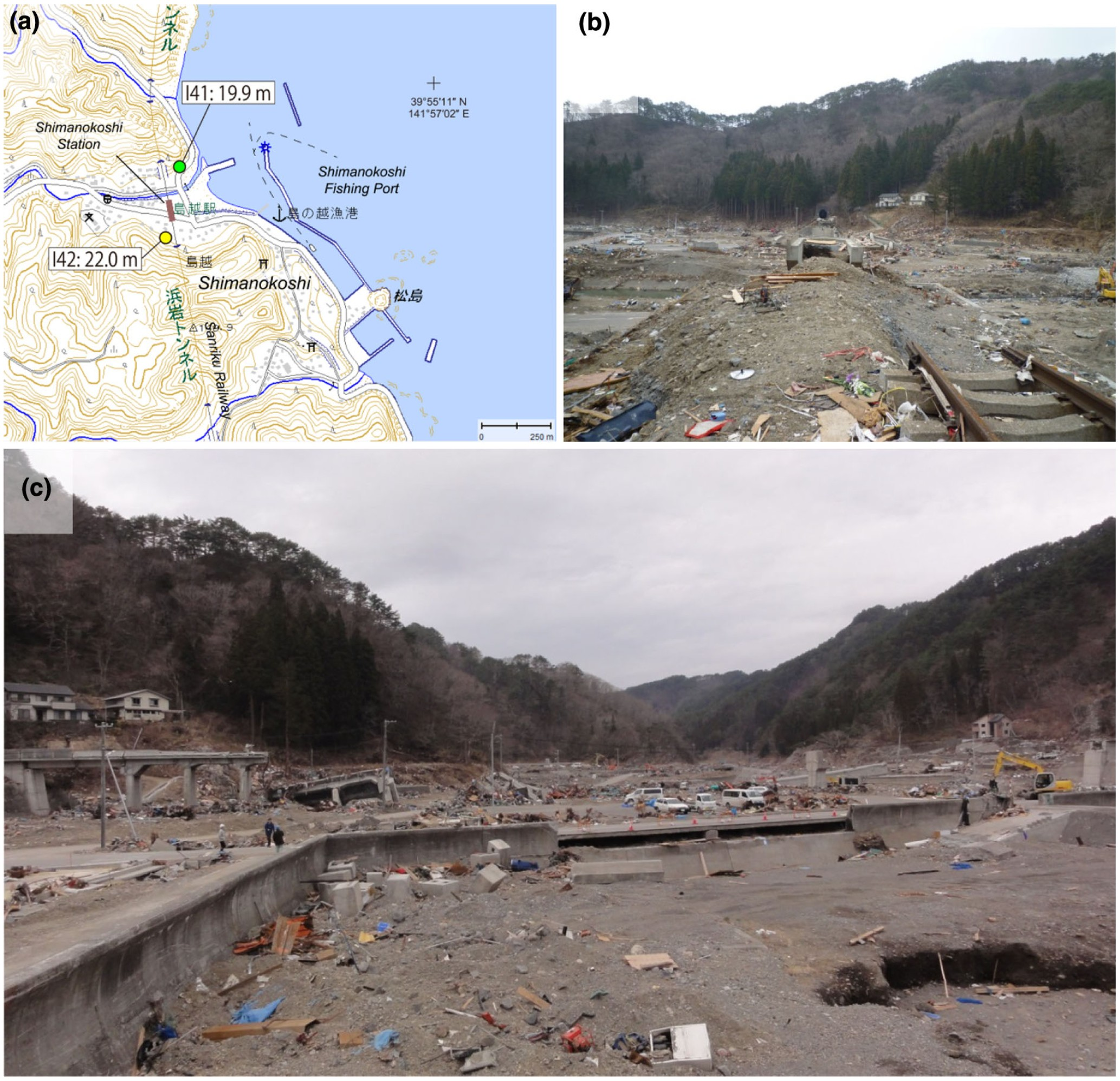
Ortsteil Shimanokoshi nach dem Tōhoku-Tsunami vom 11. März 2011:
a: Auflaufhöhen (Kreise)
b, c: Tsunamischäden

### Historische Tsunami-Erfahrungen
Entlang der zentralen Sanriku-Küste zwischen 39,0 und 40,2° nördlicher Breite erreichte der vom Tōhoku-Erdbeben ausgelöste Tsunami am 11. September 2011 Höhen von 5 bis 40 m. In dieser Region hatte es in der Geschichte verschiedene Tsunamis gegeben, von denen der Meiji-Sanriku-Tsnuami 1896 in etwa die gleichen Höhen wie 2011 erreicht hatte, während der Shōwa-Sanriku-Tsunami 1933 geringere und die Chile-Tsunamis von 1960 und 2010 weit geringere Höhen aufwiesen als der Tsunami von 2011.
Für das zum Dorf Tanohata gehörende Raga wurden für den Tsunami von 1896 je nach Quelle Tsunamihöhen von 18 m, 23 m und 24–26 m berichtet. Für einen vom Tsunami 1896 transportierten Tsunamistein wurde wissenschaftlich eine Höhenangabe von 28,2 ± 1,2 m über T.P. berechnet. Auf dieser Grundlage wurde eine maximale Auflaufhöhe des Tsunamis von 1896 in Raga von möglicherweise über 30 m vermutet. Für den Tsunami von 1933 war eine Höhe von 13 m berichtet worden, während der Tsunami von 1960 eine Höhe von 1 m hatte.
| Katastrophenereignis | Völlig zerstörte Häuser | Zahl der Todesopfer | Quelle |
| --- | ----------------------- | ------------------- | ------ |
| Meiji 1896 (Erdbeben und Tsunami) | 53                      | 232                 | [ 5 ]  |
| Shōwa 1933 (Erdbeben und Tsunami) | 131                     | 83                  | [ 5 ]  |
| Tōhoku 2011 (Erdbeben und Tsunami) | 225                     | 29                  | [ 5 ]  |
| Anmerkung: Die Zahl der Todesopfer für die Tōhoku-Katastrophe 2011 errechnet sich aus den Gesamtzahlen der Toten und Vermissten des 153. FDMA-Schadensberichts vom 8. März 2016 abzüglich der Zahlenangaben katastrophenbedingter Todesfälle, die von der Wiederaufbaubehörde (Reconstruction Agency, RA) ermittelt wurden. |                         |                     |        |

### Tōhoku-Katastrophe 2011
Am 11. März 2011 richtete der durch das Tōhoku-Erdbeben ausgelöste Tsunami schwere Verwüstungen bei den an der Küste gelegenen Ortsteilen an, trotz deren Schutz mit Flutwehren. Der Tsunami erreichte bei Tanohata eine Höhe von rund 20 Metern, während für die Deiche eine Höhe von fast 15 Metern vorgesehen war, von denen allerdings nur etwa 6 Meter realisiert worden waren. In Raga hatte der Tsunami von 2011 wie der von 1896 eine viel größere Höhe als der von 1933. Die Tsuji & al. 2014 berichteten gemessenen Tsunamihöhen vom Tsunami 2011 betrugen 23 bis 28 m. Die Grenze der Überflutung in Raga lag knapp unter der Höhe, auf der ein 1896 vom Tsunami angespülter Tsunamistein lag.
225 Häuser wurden vollkommen und 45 weitere teilweise zerstört. Die auf einer 10 m hohen Stahlbetonbrücke befindliche Bahnhofsstation Shimanokoshi der Sanriku Railway (三陸鉄道 Sanriku Tetsudō) und deren Gleise wurden fortgerissen. Alle Häuser in Shimanokoshi mit Ausnahme von zwei auf einem Hügel befindlichen wurden vom Tsunami fortgespült oder niedergerissen. Im Vorhof eines der überlebenden Häuser wurde eine Tsunami-Auflaufhöhe von 22,0 m gemessen. Am Nordhang in der Nähe des dai-ni (zweiten) Shimanokoshi-Tunnels ergab eine Auflaufhöhenmessung 19,9 m. Im gesamten Tunnel wurde eine große Menge an Holzbaustoffen und Trümmern abgelagert.
Der Küstendeich im Aketo-Gebiet erfuhr erhebliche Zerstörung durch den Tsunami. Es wurde beschlossen, diesen ehemaligen Küstendeich als Zentrum eines vom Dorf Tanohata zu entwickelnden Gedenkparks zu erhalten, der der Vermittlung von Lehren aus dem Katastrophenschutz dienen soll. Es handelte sich beim ehemaligen Küstendeich um die zweite Katastrophenruine in der Präfektur Iwate, die durch nationale Finanzierung erhalten werden soll.
Die Brand- und Katastrophenschutzbehörde (Fire and Disaster Management Agency, FDMA) meldete 17 Tote und 15 Vermisste.

## Verkehr
Wichtige Fernstraßen nach Tanohata sind die Nationalstraße 45 nach Sendai oder Aomori, wobei der Streckenabschnitt zwischen Fudai und Iwaizumi als Sanriku-Kita-Durchquerungsstraße (三陸北縦貫道路, Sanriku-Kita jūkan dōro) bezeichnet wird. Daneben gibt es noch die Präfekturstraßen 44 und 173 auf dem Gemeindegebiet.

An das Schienennetz ist Fudai über die Kita-Rias-Linie (Nord-Rias-Linie) der Eisenbahngesellschaft Sanriku Tetsudō angebunden. Diese führt zu den Hauptbahnhöfen von Miyako oder Kuji. Die Haltestellen in Tanohata sind Shimanokoshi (島越駅, -eki) und Tanohata (田野畑駅, -eki). Erstere wurde jedoch bei dem Tsunami vom 11. März 2011 weggespült.

## Bildung
In Tanohata befinden sich eine Grundschule, Mittelschule und präfekturale Oberschule.

## Städtepartnerschaften

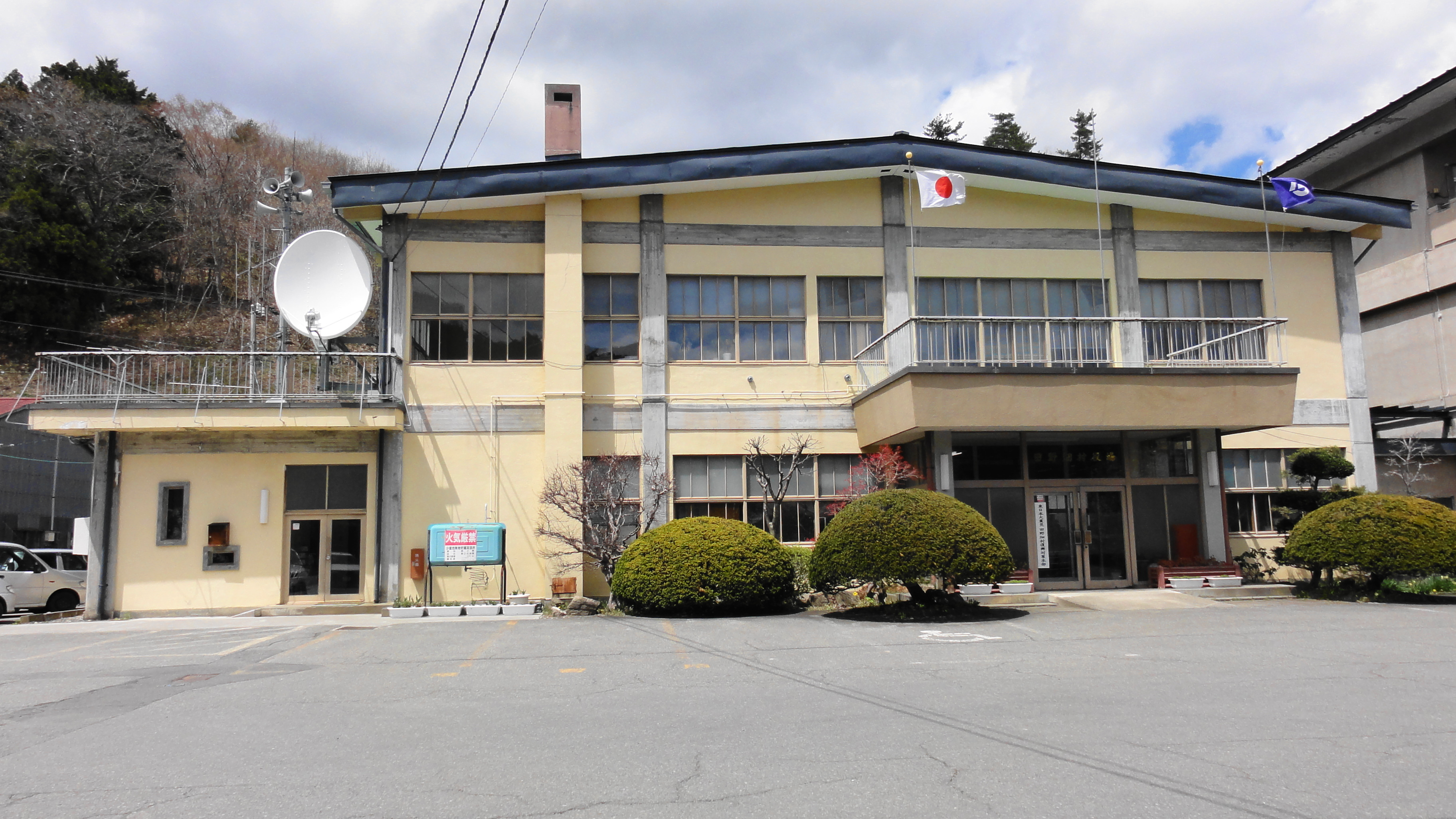
Dorfbüro Tanohata, Präfektur Iwate, Japan

Im Februar 1997 schloss Tanohata eine Städtefreundschaft mit dem japanischen Kawamoto, die auch übernommen wurde als letzteres 2006 nach Fukaya eingemeindet wurde.